# Escudo de Chiva
El escudo de Chiva es el escudo utilizado, al menos desde el siglo XIX, por el Ayuntamiento de Chiva (Valencia, España). Tiene el siguiente blasonamiento:

Escudo ovalado. Su campo es de plata, cuartelado en «sotuer» o en aspa. En jefe viene una torre de su color. Trae en punta una chiva o cabra en argén. En sus flancos aparecen dos cipreses de sinople, uno en cada cuartel. Enmarca un forro de piel que sujeta, al enrollarse por ambos lados, la palma y el laurel, una en cada parte. Sobre el forro de pergamino reza la siguiente inscripción «MUY LEAL HONRADA Y VALIENTE VILLA DE CHIVA - 1833». En el flanco diestro, vemos una palma de sinople. En el flanco siniestro observamos una rama de laurel de sinople. Aparece timbrado con la Corona Real.

## Historia

Sello de 1876, AHN.

El escudo de Chiva no ha sido aprobado oficialmente, pero se conservan evidencias de su uso al menos desde el siglo XIX. Se ha representado siempre en forma ovalada, cuartelado en aspa y con los mismos elementos, se trata de una configuración característica del estilo barroco.
Las cuatro figuras (castillo, cipreses y cabra) son elementos alusivos al castillo de Chiva, como elemento más representativo de la Villa. Pero también pueden referirse al hallazgo de la Virgen del Castillo, patrona de la ciudad, por un pastor, también en el castillo. Según la leyenda popular, un pastor, después de lanzar una piedra, descubrió entre las ruinas del castillo la imagen de la Virgen, que tenía al niño Jesús en la mano siniestra y en la diestra un castillo. El castillo representaría, pues, tanto al castillo de Chiva como a la Virgen del Castillo por sus advocaciones como «Torre de David» o «Torre de marfil». La cabra, además de ser armas parlantes de la población (chiva significa en castellano cabra joven), puede referirse a la gran cantidad de rebaños de cabras que había en otras épocas. Los cipreses son los árboles más representativos del castillo, pero también podrían representar el «descubrimiento» de la virgen, por su verticalidad, marcando la espiritualidad de este hecho religioso.
La palma representa los hechos de armas que se produjeron en esta localidad durante la Primera Guerra Carlista, el 22 de noviembre de 1833. La rama de laurel representa el triunfo de los liberales sobre los carlistas en este conflicto. La leyenda recoge los títulos de «muy leal, honrada y valiente» otorgados por la reina Isabel II por Real Decreto de 30 de noviembre de 1833.
En el Archivo Histórico Nacional se conservan dos sellos de Chiva de 1876, uno del Ayuntamiento y otro de la Alcaldía. El de la Alcaldía lleva el escudo de España y el del Ayuntamiento lleva el escudo de Chiva descrito anteriormente, con variaciones en su ornamentación.